# Auto da Pimenta
Albums de Rui Veloso
Mingos & Os Samurais
(1990) Lado Lunar
(1995)
Auto da Pimenta est le sixième album de Rui Veloso édité en 1991.

## Liste de chansons
| No  | Titre                            | Durée |
| --- | -------------------------------- | ----- |
| 1.  | Sete Partidas (Cartiga de Amigo) |       |
| 2.  | S. Miguel                        |       |
| 3.  | Cabo Sim Cabo Não                |       |
| 4.  | Lançado                          |       |
| 5.  | Canção de Marinhar               |       |
| 6.  | Cruzeiro do Sul                  |       |
| 7.  | Faena da Mar                     |       |
| 8.  | Calmaria                         |       |
| 9.  | Praia das Lágrimas               |       |
| 10. | Mulher d'Armas                   |       |
| 11. | Trovas Vicentinas                |       |
| 12. | País do Gelo                     |       |
| 13. | Nativa                           |       |
| 14. | O Ourives Mestre João            |       |
| 15. | Á Sombra da Tamareira            |       |
| 16. | Logo que passe a Monção          |       |
| 17. | Memorial                         |       |
| 18. | Brizas do Restelo                |       |